# Jefea pringlei
Jefea pringlei là một loài thực vật có hoa trong họ Cúc. Loài này được (Greenm.) Strother mô tả khoa học đầu tiên năm 1991.